# Guardia Vieja (historia del tango)
Guardia Vieja es el nombre que recibió el movimiento cultural, la etapa y el grupo de músicos, poetas y bailarines que crearon el tango. No existe coincidencia entre los historiadores para precisar el momento de comienzo y final del movimiento, pero hay coincidencia en ubicar el inicio en las últimas dos décadas del siglo XIX y el final entre la segunda y la tercera década del siglo XX, cuando dio paso al movimiento llamado Guardia Nueva.
Si bien los orígenes del tango son anteriores a la Guardia Vieja, es en esta etapa que el tango adopta el nombre que lo identifica y adquiere originalidad musical y coreográfica propia.
Entre las obras y músicos más característicos de este período se destacan el tango "El entrerriano" (1897), de Rosendo Mendizábal, "Don Juan" (1898), de Enrique Ponzio, "El choclo" (1903) y "El porteñito" (1906), de Ángel Villoldo, "La morocha" (1905), de Villoldo y Enrique Saborido, y la versión de "Don Juan" (1910) por la orquesta típica de Vicente Greco, que fue la primera grabación con bandoneón.
También se destacaron cantantes como Los Gobbi (Alfredo y Flora), que grabaron gran cantidad de discos, contribuyendo a la difusión internacional del género.
Durante el período fue adoptado el bandoneón como instrumento típico del tango, con primeros instrumentistas destacados como Juan Maglio (Pacho) y Eduardo Arolas.
La Guardia Vieja dio paso a la Guardia Nueva a partir de 1917 a 1925, un período en el que el tango se consolida y masifica, tanto en la Argentina y el Uruguay como en el resto del mundo, a la vez que su sonido y sus letras adquieren mayor sofisticación.

## Las etapas del tango
Los historiadores del tango han definido grandes etapas estilísticas en la evolución del género, sobre las que hay consensos genéricos, aunque con considerables variaciones cronológicas.
En sus orígenes los estudiosos distinguen una etapa primitiva, anónima y popular, centrada en las comunidades afro-rioplatenses y en las "orillas" (orillera) de la ciudad, de una etapa de definición del género denominada Guardia Vieja, en la que el tango adquirió identidad propia, comenzó a ser registrado por músicos profesionales y alcanzó una amplia difusión geográfica y social. La propia etapa de la Guardia Vieja suele ser subdividida en una subetapa de gestación, ubicada en las dos últimas décadas del siglo XIX, y una etapa de definición estilística, ubicada en las dos primera décadas del siglo XX.
A la Guardia Vieja le sigue la Guardia Nueva o etapa "decareana", en la que el tango alcanza madurez, refinamiento y difusión internacional. Como resultado de esta evolución, el tango alcanza su llamada Edad de Oro, con eje en la década de 1940 y parte de la siguiente.
Luego de la edad dorada del tango, las definiciones de etapas o épocas musicales se vuelven más imprecisas, hablándose de "crisis del tango", "tango de vanguardia" y "nuevo tango". En líneas generales pueden identificarse dos grandes épocas posteriores a la edad dorada: una primera etapa que puede denominarse "piazzolliana" y una segunda etapa contemporánea, que puede denominarse de "tango fusión".
Con fines puramente ordenadores y con fechas y denominaciones solo aproximativas, el Museo del Tango, que gestiona la Academia Nacional del Tango de la República Argentina, distingue las siguientes etapas y subetapas del tango:
- Orígenes del tango (antes de 1895)
- La Guardia Vieja (1895-1925)
  - I. La Eclosión (1895-1909)
  - II. La formalización (1910-1925)
- La Guardia Nueva (1925-1950)
  - I. La transformación (1925-1940)
  - II. El Cuarenta: la exaltación (1940-1955)
- La vanguardia: la modernización (1955-1970)
- Período contemporáneo (1970-2000)
  - I. La universalización (1970-1985)
  - II. La perduración (1985-2000)
- Período actual (2000 en adelante)

El tango propiamente dicho se inicia con la Guardia Vieja. Todos los estudiosos reconocen esta etapa y la denominan del mismo modo, aunque existen diferencias sobre el momento que marca el inicio y el final de esa etapa. La Academia Nacional del Tango ubica el período entre 1895 y 1925 y lo divide en dos subetapas, un primer momento de eclosión del tango y un segundo momento de formalización, en el que se instala socialmente.

## La eclosión

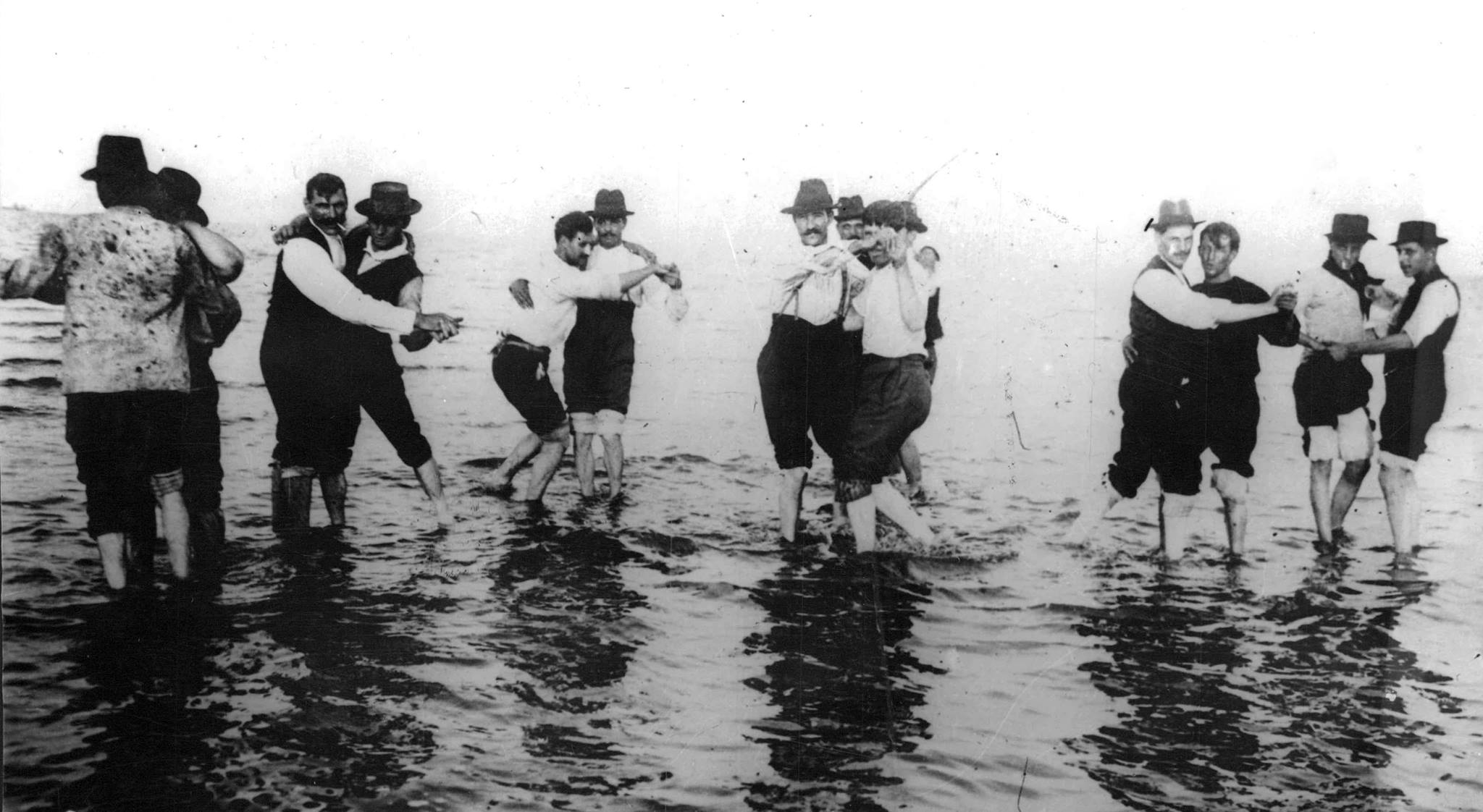
Varias parejas de hombres bailan el tango en el Río de la Plata. Fotografía aparecida en “El movimiento huelguista”, Caras y Caretas, 20 de enero de 1912, p. 70. El baile entre hombres y la inversión de roles fue una característica del tango desde sus inicios, lo que ha dado lugar a opiniones diversas sobre las razones. La película Tango, de Carlos Saura, posee una escena de baile entre varones, realizada por Julio Bocca y Carlos Rivarola. La corriente contemporánea de tango queer reivindica estas prácticas originales para proponer un baile sin roles fijos.

Luego de varias décadas de combinaciones musicales, líricas y culturales, ya en las dos últimas décadas del siglo XIX, el tango había dejado atrás las formas iniciales del tango antiguo (milonga campera evolucionada con toques de habanera, candombe, tango andaluz y zarzuela), y adoptaba cada vez más una definida forma original, con identidad propia, ingresando a la etapa que se conoce como la Guardia Vieja. Para reflejar esa originalidad empezó a ser definido por los propios músicos como "tango criollo".
Coincidentemente, en la última década del siglo XIX comienzan a aparecer las partituras de tangos. En 1898 se imprime el primer tango con autor registrado, "El entrerriano", del afroporteño Rosendo Mendizábal, considerado por muchos estudiosos como el primer tango propiamente dicho. Un año antes, en 1897, se había designado por primera vez al nuevo género como "tango", en la zarzuela Justicia Criolla, de Ezequiel Soria. En 1899 el violinista Ernesto Ponzio compone "Don Juan" y en 1903 Ángel Villoldo compone "El choclo". El escritor José Portogalo relata un diálogo entre el payador Gabino Ezeiza y Ponzio en aquel momento inicial del tango:

Del encordado salían como chispas las notas.
-¡Mi Dios, como lo maneja este pibe!...- barboteó el pardo (Ezeiza) dando un salto en la silla.
Al "Pibe Ernesto" no le hizo mella la alabanza y siguió haciendo diabluras con su instrumento.
-Che, ¿y eso cómo se llama?...- volvió a interrumpir el cantor.
-Es un tango, Don Gabino -contestó el muchacho una vez terminada la pieza- lo compuse en lo de "Mamita"... ¿Le gusta?... Se llama "Don Juan".
José Portogalo

Para entonces las ciudades puerto de Buenos Aires y Montevideo son romerías en las que pululan cientos de miles de trabajadores inmigrantes de las más diversas regiones del mundo, mayoritariamente varones, que entablan relaciones con las poblaciones locales provenientes de la colonización española, con múltiples orígenes y mestizajes indígenas y africanos, en el que jugaron un papel crucial las mujeres. Buenos Aires fue junto a Nueva York dos de los puertos de destino del mundo.Montevideo tuvo su pico inmigratorio  pasando de 100.000 habitantes en 1865 a 300.000 habitantes en 1908. Buenos Aires, por su parte, dejará de ser "la gran aldea" de 1870, con una población que no llegaba a 200.000 personas, para ubicarse entre las ciudades más grandes del mundo en 1914, con más de 1.500.000 habitantes.
En aquel momento único de interacción multiétnica y multicultural, casi sin paralelo en el mundo, aparece el tango rioplatense, entre mediados de la década de 1890 y fines de la década de 1910. El tango se independiza de la milonga y adquiere una definida personalidad propia. Tangos como "El entrerriano" y "Don Juan", que fijaron la estructura de tres partes que caracterizó a los tangos de entonces, compositores como Ángel Villoldo, autor de "El choclo" y "La morocha", con un estilo definido en sus canciones que por primera vez llevan letra, orquestas "típicas" como las de Vicente Greco y Juan Maglio (Pacho), y el ingreso del bandoneón alemán, al final de la etapa, definen con claridad el nacimiento del tango propiamente dicho.
En 1899 cerraron las últimas academias que aún quedaban en Montevideo, mientras que el tango llegaba a públicos más amplios ingresando a los espectáculos teatrales, carpas, circos, salones de baile y cabarets. Siguiendo esa evolución, el tango canyengue original se fue transformando para "adecentarlo", suavizando o eliminando directamente los cortes y quebradas, dando lugar al nacimiento del tango de salón, también conocido como tango de pista o tango liso.
Asimismo, a partir de 1901 comienzan a ser grabados los músicos argentinos, mediante los recientes inventos del fonógrafo (cilindros) y el gramófono (discos). Entre las grabaciones de tango más antiguas se encuentran "El pimpollo" (1904), "El negro alegre" (1907) y "El choclo" (1903), de Ángel Villoldo; "Patagones" (1905), de Gabino Ezeiza; "El taita" (1905), de Higinio Cazón; "La vida del carretero" (1905); "El tango de la muerte" (1906); "El porteñito" (1906) y "La morocha" (1906), de Villoldo y Enrique Saborido e interpretado por Flora Gobbi; "Criollo falsificado" (1907), de Los Gobbi; "Tango de los negros" (1907), de Arturo de Nava; y "Don Juan" (1910), por la orquesta típica de Vicente Greco, la primera grabación con bandoneón.

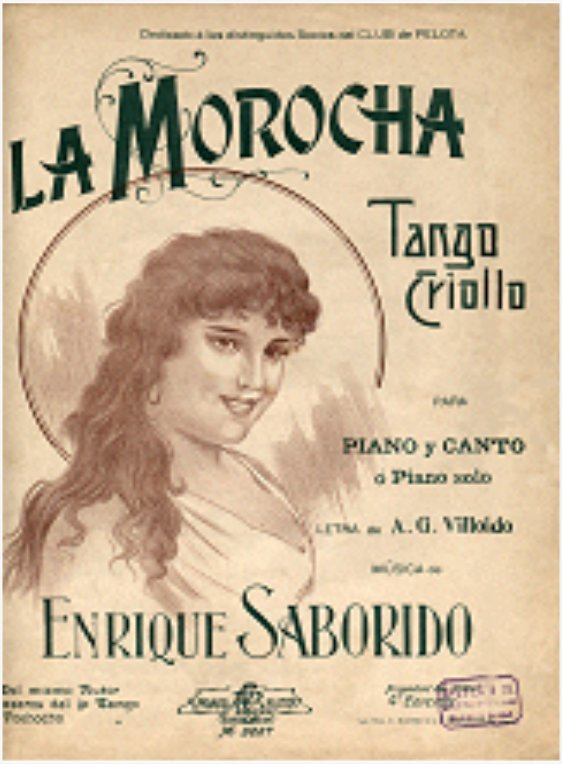
"La morocha" (1905), de Ángel Villoldo y Enrique Saborido, el primer gran éxito del tango cantado.

En la primera década de 1900 comienzan a destacarse los primeros y las primeras cantantes de tango, sobre todo estas últimas, como la legendaria cantante de zarzuelas Lola Membrives, Andrée Vivianne y Linda Thelma, entre otras, así como las primeras grabaciones, entre las que se destacan los registros de Alfredo Eusebio Gobbi y su esposa Flora Gobbi, conocidos como "los reyes del gramofón" por la gran cantidad de cilindros y discos que grabaron. Los primeros éxitos de aquel tango canción fueron "Hotel Victoria", "El porteñito" y sobre todo el gran suceso de "La morocha", de 1905, "tango azarzuelado" con música de Enrique Saborido y letra de Ángel Villoldo, estrenado por la propia musa que lo había inspirado, la bailarina uruguaya Lola Candales y grabado originalmente por Flora Gobbi.

Yo soy la morocha,
la más agraciada,
la más renombrada
de esta población.
Soy la que al paisano
muy de madrugada
muy de madrugada

brinda un cimarrón. (...)

Soy la morocha argentina,
la que no siente pesares
y alegre pasa la vida
con sus cantares.
Soy la gentil compañera
del noble gaucho porteño,
la que conserva el cariño
para su dueño.
La morocha (Ángel Villoldo)

## El bandoneón

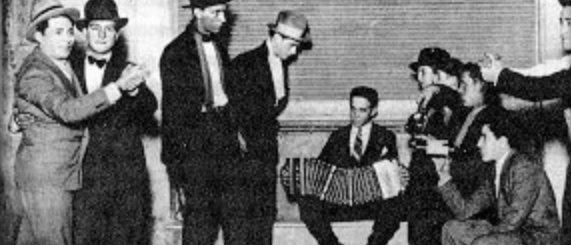
Buenos Aires cerca de 1910. Jóvenes trabajadores bailan tango entre hombres y escuchan a un bandoneonista en la vereda.

Oscar Zucchi, principal estudioso del bandoneón en el tango, sostiene que el instrumento se integró al tango poco antes de 1910. Si bien existen varias constancias de la presencia del bandoneón en el Río de la Plata mucho antes, fue recién en la primera década del siglo XX que el bandondeón pasó a ser el instrumento central del tango. Al igual que el piano, hubo resistencias por parte de los músicos para aceptar la presencia de un instrumento que requería estudio y adaptación rítmica y musical.
Se trata de un instrumento alemán, cuya invención se atribuye a Heinrich Band en 1846, quien vendía los instrumentos fabricados en Alemania, en Carlsfeld, por Alfred Arnold Bandonion, cuya empresa, fundada en 1911, fabricaba los famosos "AA" ("doble A"), que se ganaron la preferencia de los músicos rioplatenses. 
El ingreso del bandoneón y en segunda medida del piano al tango, modificó radicalmente la integración musical de los conjuntos y orquestas tangueras, que hasta ese momento se componían sobre la base de la flauta, el violín y la guitarra. Con esa integración, el sonido del tango tenía un estilo saltarín y vivaz, que marcaba la flauta. A partir de ese momento la flauta comenzó a desparecer del tango y la guitarra se vio relativamente postergada. Pero además, el ingreso del bandoneón influyó sustancialmente en un notable cambio en el sonido tanguero, que conduciría a la Guardia Nueva, una nueva etapa en la historia del tango:

La inclusión del bandoneón en los conjuntos de música popular coincidió con un cambio de ritmo y de articulación que impuso una ejecución lenta y ligada. El arrastre de las notas y el ligado continuo le quitó la vivacidad saltarina al tango, tornándolo moroso y lento. El tango saltarín y compadrito es un efecto que se obtiene tocando "staccato-picado" y los bandoneonistas estaban muy lejos de lograr tal forma de ejecución por su escaso dominio del instrumento.
Oscar Zucchi

Entre los precursores que abrieron el camino del bandoneón se destacan el violinista Carlos Posadas, el "Pardo" Sebastián Ramos Mejía y Antonio Chiappe.
El bandoneón marcará a la llamada Generación de 1910, que se caracterizó por pegar un salto en la instrumentación del tango, antes que en la diversificación de los estilos. En 1910 aparece -y de ahí el nombre- la "orquesta típica criolla", denominada así por Vicente Greco, incorporando el bandoneón junto a la guitarra, la flauta y el violín.
Juan Maglio (Pacho) fue el primero en grabar un solo de bandoneón en 1912 interpretando el tango "La sonámbula". Otras grabaciones importantes de bandoneón en esa primera época del instrumento correspondieron a Genaro Espósito y Vicente Loduca.

## La formalizacion
En la primera mitad de la década de 1910, el tango empieza a tener una amplia difusión internacional. Comienza una nueva era para el género, con el aporte de músicos mejor preparados, la incorporación de letras evocativas del paisaje del suburbio, de la infancia y de amores contrariados, y la difusión mundial del baile.
Había habido una primera avanzada a Europa, en 1907, por parte de Los Gobbi y Ángel Villoldo, seguidos en 1911 por Enrique Saborido y Carlos Vicente Geroni Flores. En 1913 hay una segunda incursión, encabezada por el pianista Celestino Ferrer con el bandoneonista Vicente Loduca y el violinista Eduardo Monelos, acompañados esta vez por una pareja de bailarines, Casimiro Aín ("el Vasquito") y su compañera Martina, que conmovieron al Viejo Continente, con una danza sensual que revolucionaba completamente los modos de bailar e incluso de relacionarse con el cuerpo y entre los géneros. El grupo de tangueros argentinos en Europa tomó el nombre de la Murga Argentina, y sobre sus aventuras y desventuras Enrique García Velloso escribió El tango en París.
Por la misma época "El Cachafaz" (Ovidio José Bianquet), quien se volvería el más famoso bailarín de tango de la historia, instaló su academia de baile en Buenos Aires, mientras llegaba a Hollywood el italiano Rodolfo Valentino, quien un año después se volvería una celebridad mundial adoptando la identidad de un bailarín de tango argentino.
Poco antes de que comenzara la Primera Guerra Mundial en 1914, el emperador de Alemania, Guillermo II, prohibió que los oficiales prusianos bailaran el tango si vestían uniforme. El periódico semioficial del Vaticano, L'Osservatore Romano, apoyó abiertamente la decisión en los siguientes términos:

El káiser ha hecho lo que ha podido para impedir que los gentilhombres se identifiquen con la baja sensualidad de los negros y de los mestizos (…) ¡Y algunos van por ahí diciendo que el tango es como cualquier otro baile cuando no se lo baila licenciosamente! La danza tango es, cuanto menos, una de aquellas de las cuales no se puede de ninguna manera conservar ni siquiera con alguna probabilidad la decencia. Porque, si en todos los otros bailes está en peligro próximo la moral de los bailarines, en el tango la decencia se encuentra en pleno naufragio, y por este motivo el emperador Guillermo lo ha prohibido a los oficiales cuando estos vistan uniforme.

Las prohibiciones del tango en Europa indicaban la difusión creciente del baile en los países que en ese momento eran "el centro" del mundo. Ya en 1913 se hablaba de la tangomanía desatada en Europa. El desparpajo innovador de la danza y el cuestionamiento a las costumbres establecidas sobre la relación de las personas con sus cuerpos, "provocó el más grande escándalo que se haya verificado jamás en la historia de las costumbres modernas". Un periodista italiano de la época, reflexionando sobre las razones del éxito del tango, escribía por entonces:

Las viejas polcas y las anticuadas mazurcas y los acompasados lanceros no podían ya satisfacer el alma moderna empastada de sensibilidad. Apenas se podía soportar el antiguo vals alemán con sus giros en cuatro tiempos, destinado más a las personas atléticas que a las mujeres modernas de faldas ajustadas. Un baile, dicen, que no hace más que repetir continuamente un único paso y que no representa otra variedad que el girar en sentido inverso, es ejercicio demasiado monotono, demasiado serio, demasiado poco plástico, y para nada destinado a traducir a través de gestos las esquisitas e inadvertidas variedades del ritmo. Los viejos bailes no fotografían ni la música ni el estado psíquico de quienes danzan. El alma moderna necesita algo más fino, más sensible, más cerebral, que no sea un único paso cadenciado y uniforme como el de un pelotón de soldados marchando. Necesita ante todo de sensibilidad, de una estética nueva, más dinámica que plástica, de una coreografía algo mundana, que sea más arte que sport.(...) Se necesitaba una danza más compleja y osada, más nerviosa y sensible, más profunda y atormentada, más refinada y dinámica, hecha de impulsos y detenciones, de actitudes imprevistas y de posturas significativas, más artística y literaria, una danza que fuera la traducción plástica y dinámica de una música escrita prevalentemente en menor y plasmada sobre una tonalidad triste, armónicamente angustiada y saturada de pasiones y de enervante poesía.

El investigador Enrique Cámara de Landa ha documentado el éxito masivo del tango en Italia -y el resto de Europa- desde mediados de la segunda década del siglo XX, y el desarrollo en la península de un tango con características originales, que tomó el nombre de tango liscio ("tango liso"), a partir de una fusión del tango con el vals, la polca y la mazurca, que aún se practica en la actualidad.
La Primera Guerra Mundial, declarada en 1914, frenaría la difusión internacional del tango y habría que esperar hasta su finalización para que se reiniciara la expansión mundial del género.
Mientras tanto, al bandoneón le siguió el piano. Del mismo modo que el bandoneón había reemplazado a la flauta, constituyéndose en el corazón del mismo, el piano reemplazó a las guitarras en la orquesta típica. Ante públicos cada vez más numerosos, la guitarra carecía del volumen suficiente y de potencia rítmica para el baile. Del mismo modo que Maglio y Greco habían incluido el bandoneón en la orquesta de tango, es Roberto Firpo y su famosa orquesta el referente de la inclusión del piano, a partir de 1912. Otro de los primeros pianistas fue Agustín Bardi, autor de gran cantidad de tangos exitosos, entre ellos "Gallo ciego", y ya en la década de 1930 "Nunca tuvo novio" (con Enrique Cadícamo).
Simultáneamente, el brillante y malogrado Eduardo Arolas (1892-1924), llamado "el tigre del bandoneón", muestra la potencialidad para el tango de un instrumento aún no plenamente descubierto, y que encontraría su plenitud recién en la década siguiente, con Pedro Maffia. Arolas, fallecido cuando apenas contaba con 32 años, es uno de los más destacados puentes entre la Guardia Vieja y la Guardia Nueva, inaugurada casi simultáneamente con su muerte.

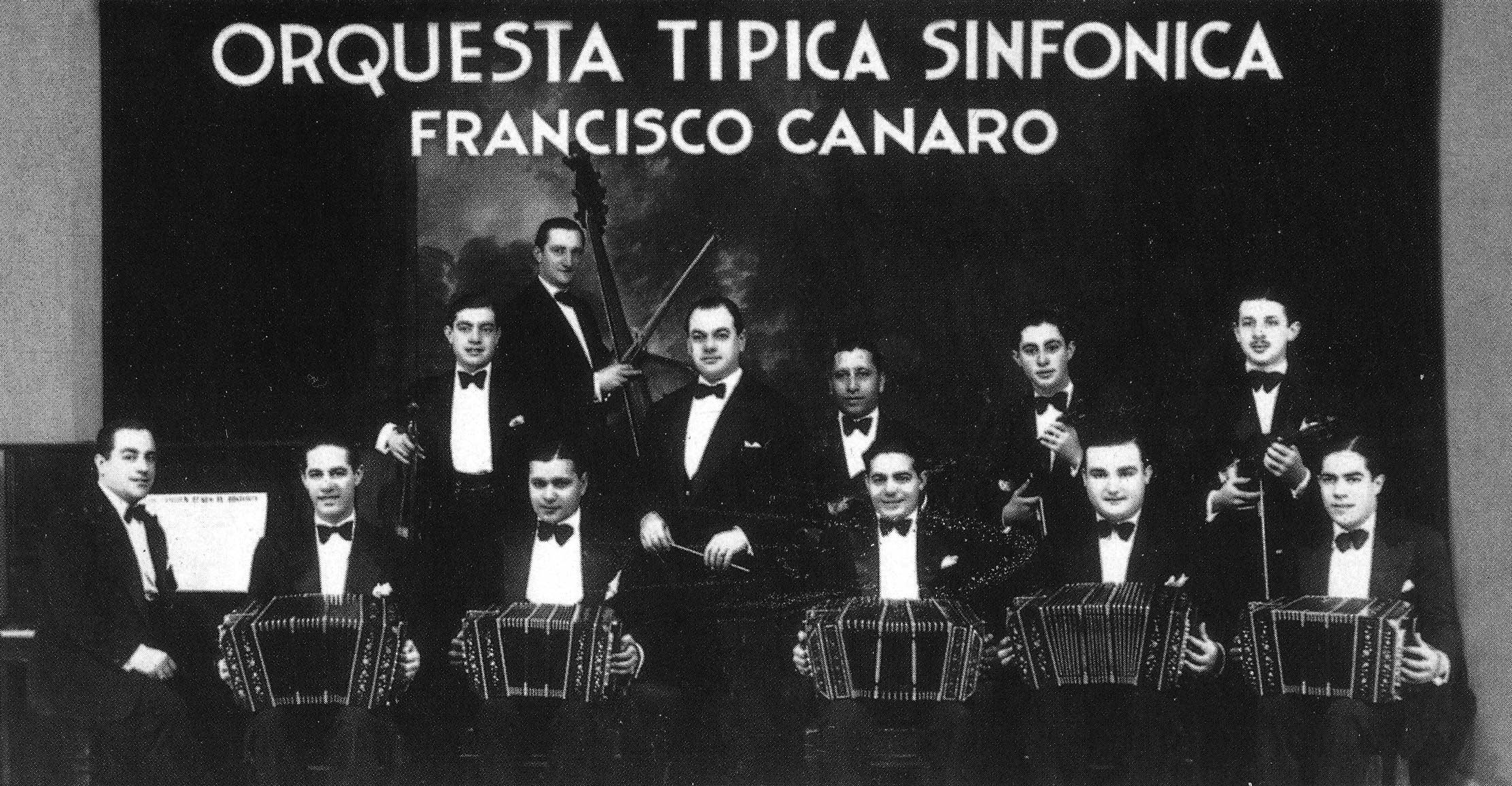
Francisco Canaro (1888-1964), uno de los padres de la orquesta típica de tango. Creó el sexteto típico en la década de 1910 y la orquesta sinfónica de tango en la década de 1930.

En 1916 el inmigrante uruguayo Francisco Canaro da forma en Buenos Aires a una orquesta típica con estructura de sexteto (dos bandoneones, dos violines, piano y contrabajo) e instrumentistas de primer nivel: José Martínez (piano), Osvaldo Fresedo y Pedro Polito (bandoneones), Rafael Rinaldi (violín) y Leopoldo Thompson (contrabajo). Esta integración establecerá la instrumentación típica del tango por décadas y será quien forme las primeras grandes orquestas. Canaro, quien era además un compositor prolífico, será la primera gran estrella del tango y el primero en ser contratado para las fiestas de la clase alta. Ya en las décadas siguientes alcanzaría un enorme éxito internacional, se volvería una estrella de la radio, el disco, el teatro musical y el sainete criollo, con más de 3.500 grabaciones y acumularía una fortuna tal que su nombre se convirtió en sinónimo de millonario en el habla cotidiana: «Tiene más plata que Canaro». Entre sus innumerables canciones y éxitos pueden mencionarse "Madreselva" («Vieja pared del arrabal, tu sombra fue mi compañera»), "Sentimiento gaucho" («En un viejo almacén del Paseo Colón, donde van los que tienen perdida la fe») y «Se dice de mí», que años después se identificaría con Tita Merello.

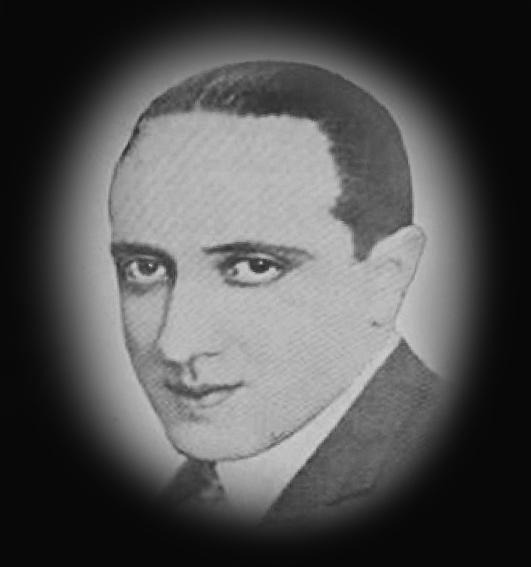
El uruguayo Gerardo Becho Matos Rodríguez (1897-1948), con 19 años fue el autor del tango "La cumparsita", brillante cierre de la Guardia Vieja.

La Guardia Vieja encuentra la inmortalidad en una obra instrumental compuesta por un joven montevideano de 19 años: "La cumparsita", de Gerardo Matos Rodríguez. En 1916 Roberto Firpo la arregla y la estrena en Montevideo. El título se refiere a las comparsas de carnaval, una fiesta popular a la que el tango estuvo ligado desde el inicio. Años después Enrique Pedro Maroni y Pascual Contursi escribieron la letra más conocida («si supieras / que aún dentro de mi alma...») y Carlos Gardel la graba, haciendo un éxito mundial.
En 1917, los compositores Enrique Delfino y Juan Carlos Cobián componen respectivamente los tangos "Sans Souci" y "Salomé", un nuevo tipo de canción de tango, conocido como "tango-romanza", de melodías depuradas, que abrió camino para el tango de avanzada y de difusión masiva que se consolidaría en la década siguiente.
Carlos Gardel (1890-1935), que se había iniciado como payador y hacía unos años que venía cantando temas criollos a dúo con José Razzano, cantó en 1917 por primera vez un tango, "Mi noche triste" («Percanta que me amuraste en lo mejor de mi vida»), de Samuel Castriota y Pascual Contursi. Gardel revoluciona y populariza el tango, porque le aporta una voz de alta calidad a un género que ya daba excelentes compositores e instrumentistas, pero aún no había encontrado grandes cantores. El dúo se mantendría hasta 1925, cuando Gardel inicia su carrera como solista. Con Gardel y "Mi noche triste" empieza la era del tango canción.
Delfino completaría la transformación de la canción de tango en 1920 con "Milonguita (Esthercita)", en la que reduce las tres partes del tango en tres partes que venía produciendo la Guardia Vieja, para darle forma al tango-canción, con la estructura que se volvería modelo, con dos partes (estrofa y estribillo) en un orden ABCB.
Finalizada la Primera Guerra Mundial en 1918 y restablecidos los viajes internacionales, en un mundo en el que los discos y el cine mudo inauguraban la era de la difusión global de la música y el baile, el tango se convirtió en "uno de los bailes de salón más populares en Europa" durante toda la década de 1920, no solo en París y España, lugares a los que iban los músicos de tango argentinos, sino incluso en los países del este europeo, como Polonia -donde surgiría el tango yiddish, o la Rusia soviética.
En 1920 Casimiro Aín ("El Vasco") y su compañera Jazmine ganan el Campeonato Mundial de Baile, realizado en el teatro Marigny de París, y el 1 de febrero de 1924, el mismo bailarín baila el tango "Ave María", de Canaro, ante el Papa Pío XI, en una presentación realizada a solicitud de la embajada argentina.
En 1921 Gardel y Razzano graban una canción con letra muy lunfarda de un desconocido poeta, "Margot", de Celedonio Flores (1896-1947):

Se te embroca desde lejos, pelandruna abacanada,
que has nacido en la miseria de un convento de arrabal...
Porque hay algo que te vende, yo no sé si es la mirada,
la manera de sentarte, de mirar, de estar parada
o ese cuerpo acostumbrado a las pilchas de percal.
"Margot", de Celedonio Flores y Gardel-Razzano

Desde ese momento Flores compondría varias de las canciones más conocidas del cancionero histórico del tango: "Mano a mano", "El bulín de la calle Ayacucho" y el célebre "Corrientes y Esmeralda" («Amainaron guapos junto a tus ochavas, cuando un cajetilla los calzó de cross, y te dieron lustre las patotas bravas allá por el año... novecientos dos...»).
Entre aquellos cantantes que dieron forma al tango canción brilló también Ignacio Corsini, el "Caballero Cantor", que irrumpió con un extraordinario éxito en 1922, cantando "Patotero sentimental" («En mi vida hubo mucha minas, pero nunca una mujer»), de Manuel Jovés y Manuel Romero.
En esta segunda y última etapa de la Guardia Vieja, el tango tomó forma. El bandoneón, el piano, la orquesta típica de tango, la calidad del tango cantado, una danza sin equivalentes, la difusión discográfica y la aceptación internacional, estaban sentando las bases para pegar un salto de calidad que lo llevaría a una nueva etapa, la Guardia Nueva.

## Nota
1. ↑  En Internet se ha difundido una información errónea sosteniendo que el primer tango con partitura registrada fue el anónimo "La canguela", de 1889, y que dicha partitura se encontraría en el Museo de la Partitura Histórica de Rosario. Esta información es falsa. La pieza que posee el Museo de la Partitura Histórica de Rosario es una partitura manuscrita de 1901 en la que se transcribe la referida canción.